# 小山菁山
小山菁山（こやませいざん、1940年 -2025年 ）は、尺八奏者。都山流本曲を得意とする。多数の門人を教授指導し100名近い指導者（職格者）を輩出。本名は小山守。

## 履歴
- 1940年 京都府京都市に生まれる。
- 1954年 都山流尺八を日下井山に師事。
- 1955年 富井舜山（元京都市長）に師事。
- 1957年 12月、初めてNHKラジオ京都放送に出演「即興幻想曲」を演奏。以後、毎年出演。
- 1959年 都山流准師範試験合格。舜仙と号す。
- 1962年 都山流師範試験首席合格。菁山と号す。
- 1968年 都山流大師範昇格。京都邦楽グループ結成に参画、理事に就任。
- 1970年 第1回リサイタル公演。以後1973年・75年・90年・92年・94年・96年・98年・2000年と9回のリサイタル公演。
- 1981年 都山流最高位「竹琳軒」冠称を允許。
- 1984年 古典みちの会（能・舞・尺八）結成に参画。以後、小劇場19回、大劇場公演5回を数える。
- 1986年 都山流講士に任命され、現在に至る。
- 1987年 京都市交響楽団特別演奏会でソリストとして2曲競演
- 1988年 外務省ほかより、アメリカ・アトランタでの日本紹介週間行事に派遣される。
- 1989年 京都市芸術文化協会賞受賞。外務省よりアメリカ・3都市での日本紹介総合週間行事に派遣され、インデペンデンス市名誉市民を受ける。京都三曲協会設立に参画、理事に就任。
- 1991年 芸術祭典京「能楽堂に舞う」のために作曲・演奏。
- 1993年 京都三曲協会常任理事に就任。都山流試験検定員に任命され、現在に続く。
- 1995年 京都コンサートホールこけら落とし公演に「京都邦楽グループ」で出演。
- 1996年 財団法人京都市芸術文化協会評議員に委嘱され７期14年務める。
- 1997年 NHKホールにて都山流百周年記念演奏会における本曲「霜夜」演奏に対し、都山流より都山賞受賞。茂山千之丞新作狂言「妙音へのへの物語」高知で初演、京都にて再演。作調・尺八演奏（小山菁山）
- 1998年 新作狂言「妙音へのへの物語」東京国立能楽堂公演出演。
- 1999年 京都邦楽グループ創立30周年、ニューヨーク単独公演に参加・出演。「妙音へのへの物語」大阪ドラマシアター公演・ 出演。フルート佐々木真「阿吽十文字」競演（紀尾井大ホール）。京都三曲協会副会長に就任。
- 2000年 「妙音へのへの物語」大阪市主催シティホールフェスティバル公演。第9回小山菁山尺八リサイタルに「妙音へのへの物語」出曲。「茂山狂言会」京都南座・姫路公演に出演。清水寺御開帳記念に奉納演奏。チェコ・プラハ日本週間行事に出演
- 2001年 佐々木真リサイタル（大阪いずみホール）競演。石清水八幡宮献茶祭・表千家家元献茶に都山流四代宗家代理で「岩清水」奉納演奏。ロシア・モスクワ音楽院3回公演。京都三曲協会三代会長に就任。龍谷大学邦楽部尺八講師を31年間務め退任。
- 2002年 都山流道場副道場長に就任、現在に至る。「妙音へのへの物語」札幌メディアパーク・スピカ、岐阜・扶桑文化会館公演。佐々木真とジョイントコンサート（京都）
- 2003年 「妙音へのへの物語」大阪・岸和田市民会館
- 2004年 「妙音へのへの物語」大阪・茨木市公演。京都・春秋座TOPPA公演。
- 2005年 京都市芸術功労賞受賞。都山流流祖50回忌追悼全国大会演奏会にて秘曲「岩清水」独奏。
- 2006年 「妙音へのへの物語」大阪・高槻市公演。財団法人京都市芸術文化協会理事に就任（4期8年）。財団法人京都市音楽芸術文化振興財団評議員に就任（4期8年）。京都芸術センター明倫茶会に席主として4回80名の茶会を担当。
- 2007年 スイス・ローザンヌ、フランス・パリ「千麗の会」公演。パリで邦楽演奏会開催。京都大学叡風会尺八講師を12年間務め退任。
- 2008年 京都三曲協会会長退任（4期8年）顧問に就任。京都三曲協会賞受賞。
- 2009年 都山流より継続開軒50年表彰。NPO法人桧の会理事に就任1期2年。
- 2011年 「妙音へのへの物語」茂山千代丞追悼公演。京都観世会館・東京国立能楽堂各2回。
- 2012年 「妙音へのへの物語」茂山狂言会公演に20回目の出演・大阪大槻能楽堂。「日本人の忘れもの」京都新聞社企画に寄稿文掲載。世界著作権法学会にて秘曲「岩清水」演奏。
- 2013年 石清水八幡宮献茶祭・表千家家元献茶に都山流四代宗家代理で「岩清水」奉納演奏。「妙音へのへの物語」東京国立能楽堂。
- 2014年 四代都山流宗家より開軒55年表彰を受ける。バスーン奏者・小山清ジョイントコンサート（京都）。石清水八幡宮献茶祭・表千家家元献茶に都山流四代宗家代理で「岩清水」奉納演奏。京都新聞出版センター「日本人の忘れものⅡ」刊行。斯道60年、都山流理論の集大成「小山菁山の口伝」全780ページ出版、予約段階で完売。
- 2015年 石清水八幡宮献茶祭・表千家家元献茶に都山流四代宗家代理で「岩清水」奉納演奏。大阪大槻能楽堂「妙音へのへの物語」茂山狂言会で演奏。都山流四国連合演奏会・松山市民会館で「寒月」独奏。
- 2016年 石清水八幡宮献茶祭・表千家家元献茶に都山流四代宗家代理で「岩清水」奉納演奏。大阪サンケイホールで都山流創立120年記念全国演奏会に舞台監督および「慷月調」独奏。長野市民会館で佐藤幸宇山主催「八幸会」45回記念演奏会に客演演奏。NHKテレビ「にっぽんの芸能」に出演「千代の寿」演奏。京都三曲協会第28回三曲鑑賞会に「慷月調」独奏。
- 2017年 石清水八幡宮献茶祭・表千家家元献茶に都山流四代宗家代理で「岩清水」奉納演奏。宮崎市民会館で都山流九州支部連合演奏会に本部派遣され本曲「慷月調」、「黒田節による幻想曲」独奏。
- 2018年 姫路キャスパホール及び京都大江能楽堂で茂山狂言会公演「妙音へのへの物語」。石清水八幡宮献茶祭・表千家家元献茶に都山流四代宗家代理で「岩清水」奉納演奏。
- 2019年 都山流四代宗家より継続開軒60年表彰を受ける。石清水八幡宮献茶祭・表千家家元献茶に都山流四代宗家代理で「岩清水」奉納演奏。仏教大学四条センター・ざっくばらん京都学講座「尺八音楽を知る」開催。
- 2021年　「妙音へのへの物語」京都金剛能楽堂で25回目の出演。東京新宿紀伊国屋サザンシアターで「妙音へのへの物語」に出演。（公財）都山流尺八楽会ホームページにて夏期講習会本曲「寒月」を独奏と指導解説の録画1時間を公開。長野市中里文化ホールで佐藤幸宇山主宰「八幸会」第50回記念尺八演奏会に客演出演、歌と三絃・矢崎明子（94歳・東京在・元東京芸大教授）、箏・桜井智永（東京在・正派大師範）小山菁山により「尾上の松」演奏。
- 2025年 5月21日 没　71年間の尺八人生を閉じる。享年84歳

前記のほか、箏曲演奏会、都山流尺八鑑賞会、京都邦楽グループ定演など、各種演奏会に多数出演。1958年よりNHKラジオFM「邦楽のひととき」、NHKテレビ「邦楽百選」「邦楽花舞台」などに多数回出演。東芝、ビクター、ソニー各レコードでCDの吹込。国立民族博物館永久保存ビデオ録画などもある。著書として「都山流尺八教則本」「准師範受験楽理のすべて」「古典演奏法解説」「小山菁山の口伝」ほか。現在、「都山流尺八道場」副道場長、都山流本曲講士、同試験検定員。京都三曲協会顧問。菁山会主宰。また、京都大学叡風会・京都産業大学邦楽部・龍谷大学邦楽部・同志社大学邦楽部など40年以上にわたり大学生を指導した。尚、別経歴として1984年・第34回税理士試験に合格。1985年4月小山会計事務所を開設、税理士業を始めた。2011年・43歳から69歳まで26年間の税理士業務を廃業、兼業生活を終えた。